# Dirk Van Gossum
Dirk van Gossum (19 juni 1962) is een voormalig professioneel Belgische triatleet uit Scherpenheuvel. Hij is meervoudig Belgisch kampioen lange afstand en de Halve Afstand. Hij behoort tot een selecte groep van Belgische triatleten die een Ironman wist te winnen.

## Biografie
Van Gossum deed voor het eerst mee aan een recreatieve wedstrijd op 4 juli 1986 in Diest.
In 1995 behaalde hij een zilveren medaille tijdens het EK lange afstand. Van Gossum stond vijfmaal op het podium van de triatlon van Almere. In 2001 wist hij deze wedstrijd te winnen in een tijd van 8:20.33.
Van 1992 tot 1996 was hij halftijds professioneel triatleet en van 1997 tot 2002 was hij voltijds triatleet. Zijn beste prestatie behaalde hij in 2000 met het winnen van de Ironman Lanzarote. Dat jaar werd hij ook Belgisch kampioen op de lange afstand.
In 2002 zette Van Gossum een punt achter zijn sportcarrière. Op zijn afscheidswedstrijd in Almere behaalde hij tweede plaats. Van 2001 tot 2008 stond hij aan de zijde van Marc Herremans.
In 2008 maakte Van Gossum zijn comeback door mee te doen aan de Ironman Lanzarote waar hij achtste werd. In datzelfde jaar behaalde hij de tweede plaats op de volledige triatlon van Almere.
In 2008 wist Van Gossum zich samen met zijn dochter op de 70.3 Ironman van Antwerpen te kwalificeren voor het WK 70.3 in Claerwater Florida.
Van Gossum behaalde 7 overwinningen van de 25 lange afstand triatlons, stond 16 keer op het podium en gaf eenmaal op. Hij is heel zijn carrière begeleid geweest door Paul Van Den Bosch.
In 2017, tijdens een fietstocht langs het Albertkanaal, redde Van Gossum een 70-jarige vrouw uit het kanaal die daar in gesukkeld was met haar rolstoel.
Van Gossum ontving van de burgemeester hier een bronzen medaille en diploma van het Carnegie Hero Fund voor.

## Titels
- Belgisch kampioen lange afstand: 1993, 1996, 1997, 1999, 2000
- Belgisch kampioen Halve Afstand: 1993, 1997, 2002
- Sportman provincie Brabant: 2001

## Belangrijkste prestaties

### triatlon
- 1993:  BK halve afstand Landen
- 1993:  BK lange afstand Middelkerke - 8:48.54
- 1995:  EK lange afstand Jumme Duitsland - 8:09.48
- 1996:  BK lange afstand Middelkerke - 8:41.05
- 1997:  BK halve afstand Brasschaat
- 1997:  BK lange afstand Middelkerke - 8:35.12
- 1997:  Ironman Zurich Zwitserland- 8:42.24
- 1999:  BK lange afstand Middelkerke - 8:31.12
- 1999: 4e EK lange afstand Almere - 8:06.47
- 2000:  Ironman Lanzarote - 8:47.10
- 2000:  BK lange afstand Middelkerke - 8:04.35
- 2001: 4e WK lange afstand Fredericia Denemarken - 8:29.00
- 2001:  Triatlon van Almere - 8:20.32
- 2002:  BK halve afstand in Brasschaat
- 2002:  Ironman Lanzarote - 9:00.03